# 協和町 (浜松市)
協和町（きょうわちょう）は静岡県浜松市中央区の町名。丁番を持たない単独町名である。住居表示未実施。

## 地理
浜松市中央区の北西部、庄内半島の中部に位置する。東で白洲町、西で庄内町及び庄和町、北で舘山寺町と接する。

### 湖沼
- 浜名湖

### 学区
小学校・中学校の学区は以下の通りである。
- 浜松市立庄内小学校（庄内学園）
- 浜松市立庄内中学校（庄内学園）

## 歴史

### 沿革
- 1875年（明治8年） - 敷知郡乙君村・西村・細田村・上田村が合併して、敷知郡協和村となる[書籍 1]。
- 1889年（明治22年）4月1日 - 町村制の施行により、敷知郡協和村が周辺の村と合併して敷知郡南庄内村となる[WEB 8]。旧村名は南庄内村の大字として残る[書籍 2]。
- 1896年（明治29年）4月1日 - 郡制の施行により、南庄内村の所属郡が浜名郡に変更となる。
- 1955年（昭和30年）4月1日 – 南庄内村が北庄内村と合併して庄内村となる。
- 1965年（昭和40年）7月1日 – 庄内村が浜松市に編入される。
- 2007年（平成19年）4月1日 - 浜松市が政令指定都市となる。協和町は西区の一部となる。
- 2024年（令和6年）1月1日 - 浜松市の行政区再編により、協和町は中央区の一部となる。

## 施設
- 四柱神社

## 交通

### 道路
- 静岡県道319号村櫛三方原線
- 静岡県道323号舘山寺弁天島線（村櫛舘山寺道路）

## その他

### 警察
警察の管轄区域は以下の通りである。
| 番・番地等 | 警察署       | 交番・駐在所 |
| ---------- | ------------ | ------------ |
| 全域       | 浜松西警察署 | 舘山寺町交番 |

### 消防
消防の管轄区域は以下の通りである。
| 番・番地等 | 消防署   | 本署/出張所 |
| ---------- | -------- | ----------- |
| 全域       | 西消防署 | 庄内出張所  |

### 書籍
1. ↑  『浜松市史 三』浜松市役所、1980年3月26日、21頁。
2. ↑  『浜松市史 三』浜松市役所、1980年3月26日、176頁。

### WEB
1. ↑  “h02_22.csv”.   総務省 (2022年2月10日). 2024年7月23日閲覧。
2. ↑  “chuouku_menseki.xlsx”.   浜松市 (2024年3月12日). 2024年7月23日閲覧。
3. ↑  “静岡県 浜松市中央区 協和町の郵便番号 - 日本郵便”.   日本郵便. 2025年2月15日閲覧。
4. ↑  “市外局番の一覧”.   総務省 (2022年3月1日). 2024年7月23日閲覧。
5. ↑  “事業所案内及び管轄地域（事務所3件、分室3件）”.   一般社団法人静岡県自動車会議所. 2024年7月23日閲覧。
6. ↑  “住居表示実施状況／浜松市”.   浜松市 (2024年1月4日). 2024年7月23日閲覧。
7. ↑  “学校名から探す／浜松市”.   浜松市 (2024年1月1日). 2024年7月23日閲覧。
8. ↑  “historyofcities.pdf”.   静岡県総務部合併推進室・財団法人静岡県市町村振興協会. 2024年9月25日閲覧。
9. ↑  “舘山寺町交番｜静岡県警察”.   静岡県警察 (2024年1月1日). 2024年7月23日閲覧。
10. ↑  “消防署の町別管轄「き」／浜松市”.   浜松市 (2023年4月3日). 2024年7月23日閲覧。